# Hasculf Rögnvaldsson
Hasculf Rögnvaldsson també Ascall mac Ragnaill (mort el 1171), dit també Mac Torcaill (en irlandès:Asgall mac Torcáill) o Thorgillsson, va ser l'últim monarca viking del regne de Dublín. Segons els historiadors, la seva fortalesa s'emplaçava on actualment es troba el castell de Dublín. Després de la invasió el 1171 de les forces de Richard FitzGilbert de Clare, el regne d'Hasculf va ser conquerit per mercenaris cambro-normands aliats del rei Diarmuid Mac Murchadha Caomhánach. Hasculf va haver de refugiar-se a les Terres altes d'Escòcia, on va organitzar un exèrcit entre els seus partidaris. Quan va intentar reconquistar el regne per la força, va ser derrotat i mort al camp de batalla, segons els Annals irlandesos.
Malgrat tot, els escrits de Giraldus Cambrensis, expliquen una altra versió molt diferent considerada com una fantasia llegendària. Suposadament capturat a les sorres de la badia en intentar fugir amb la seva flota, Hasculf va pagar una fortuna a canvi del seu alliberament. Tanmateix, abans de ser alliberat, va dir als seus captadors que només havien vist una petita mostra del seu poder i que tornaria amb un exèrcit encara més poderós. Els normands van respondre a l'amenaça cobrant el rescat i decapitant al destronat rei a la plaça central de la ciutat.
Encara que a efectes històrics l'hegemonia vikinga va finalitzar el 1066, els cabdills nòrdic-gaèlics dels territoris vikings de les Illes del Nord van mantenir el perfil clàssic de guerrer territorial, devot pagà, mercenari i subjecte als costums i clans familiars típics d'Escandinàvia. Amb la caiguda d'Hasculf finalitza definitivament l'era vikinga, obrint un nou capítol de l'edat mitjana a Irlanda.